# Gerard Vissering
Gerard Vissering (Leiden, 1 maart 1865 - Bloemendaal, 19 december 1937) was een Nederlandse advocaat en bankier. Hij was president van de Javasche Bank van 1906 tot 1912 en van De Nederlandsche Bank van 1912 tot 1931. 

## Biografie
Gerard was zoon van Simon Vissering (1818-1888), hoogleraar en minister van Financiën en Grietje Corver (1825-1898). Na zijn rechtenstudie in Leiden van 1884 tot 1890 heeft hij tot 1895 als advocaat gewerkt. Hierna koos hij voor een baan als bankier. Tussen 1895 en 1897 was hij secretaris van de Vereeniging voor den Effectenhandel en tussen 1897 en 1900 was hij directeur van de Kas-Vereeniging. Vissering was directeur van de Amsterdamsche Bank tussen 1900 en 1906 voordat hij zijn baan bij de Javasche Bank accepteerde.
Als bankpresident van de Javasche Bank speelde hij in op de noodzaken en mogelijkheden die ontstonden toen de Indische economie sterk groeiende was. Hij kreeg voor elkaar dat het octrooi werd verruimd zodat actiever opgetreden kon worden op de wisselmarkt. Begin twintigste eeuw kwam meer grondgebied onder Nederlands gezag. Om het bedrijfsleven te ondersteunen in deze gebieden waar nog niet betaald werd met de  gulden, waren regionale muntzuiveringen noodzakelijk, die Vissering tot stand bracht, zoals in West-Borneo (1906) en aan de oostkust van Sumatra (1907-1908). Daarnaast richtte hij acht agentschappen op van de Javasche Bank en introduceerde hij er giroverkeer.
In de periode van 1919 tot 1937 was hij lid en ondervoorzitter van de Zuiderzeeraad. Ook was hij voorzitter van de Staatscommissie inzake het bestuderen van de uitgifte der Zuiderzeegronden.
In 1928 werd hij door de Turkse regering uitgenodigd om naar Turkije te komen om te helpen bij de oprichting van de Centrale Bank van Turkije. Hij verbleef drie weken in Turkije en publiceerde een rapport waarin hij de noodzaak benadrukte van een onafhankelijke centrale bank die niet gelieerd mocht zijn aan de overheid.